# Zadębce
Zadębce (Zadubce) – wieś w Polsce położona w województwie lubelskim, w powiecie hrubieszowskim, w gminie Trzeszczany.
| SIMC    | Nazwa   | Rodzaj    |
| ------- | ------- | --------- |
| 0903009 | Zaolzie | część wsi |

W latach 1975–1998 miejscowość administracyjnie należała do województwa zamojskiego. 
Wieś stanowi sołectwo gminy Trzeszczany. Według Narodowego Spisu Powszechnego (III 2011 r.) liczyła 295 mieszkańców i była czwartą co do wielkości miejscowością gminy Trzeszczany.
Wierni Kościoła rzymskokatolickiego należą do parafii Matki Bożej Częstochowskiej w Nieledwi.